# Helsingborgs IF

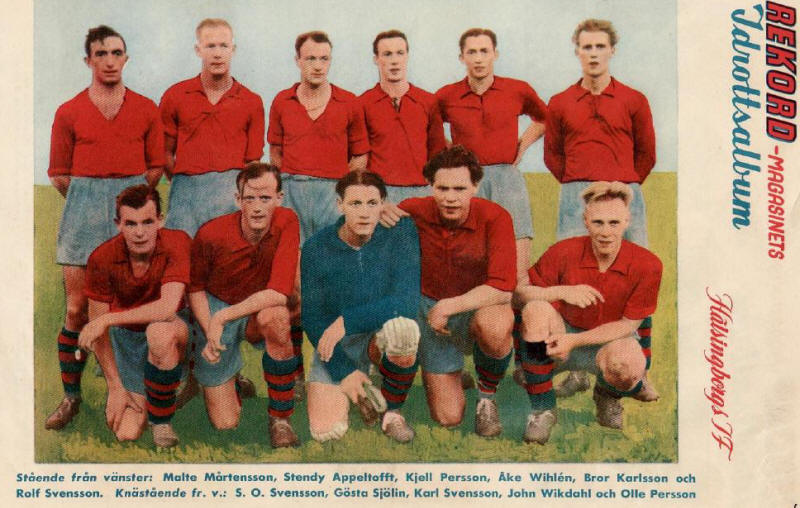
Helsingborgs IF bei Olympia, vor der Saison in der höchsten Spielklasse Allsvenskan 1944–45, am 30. Juli 1944.

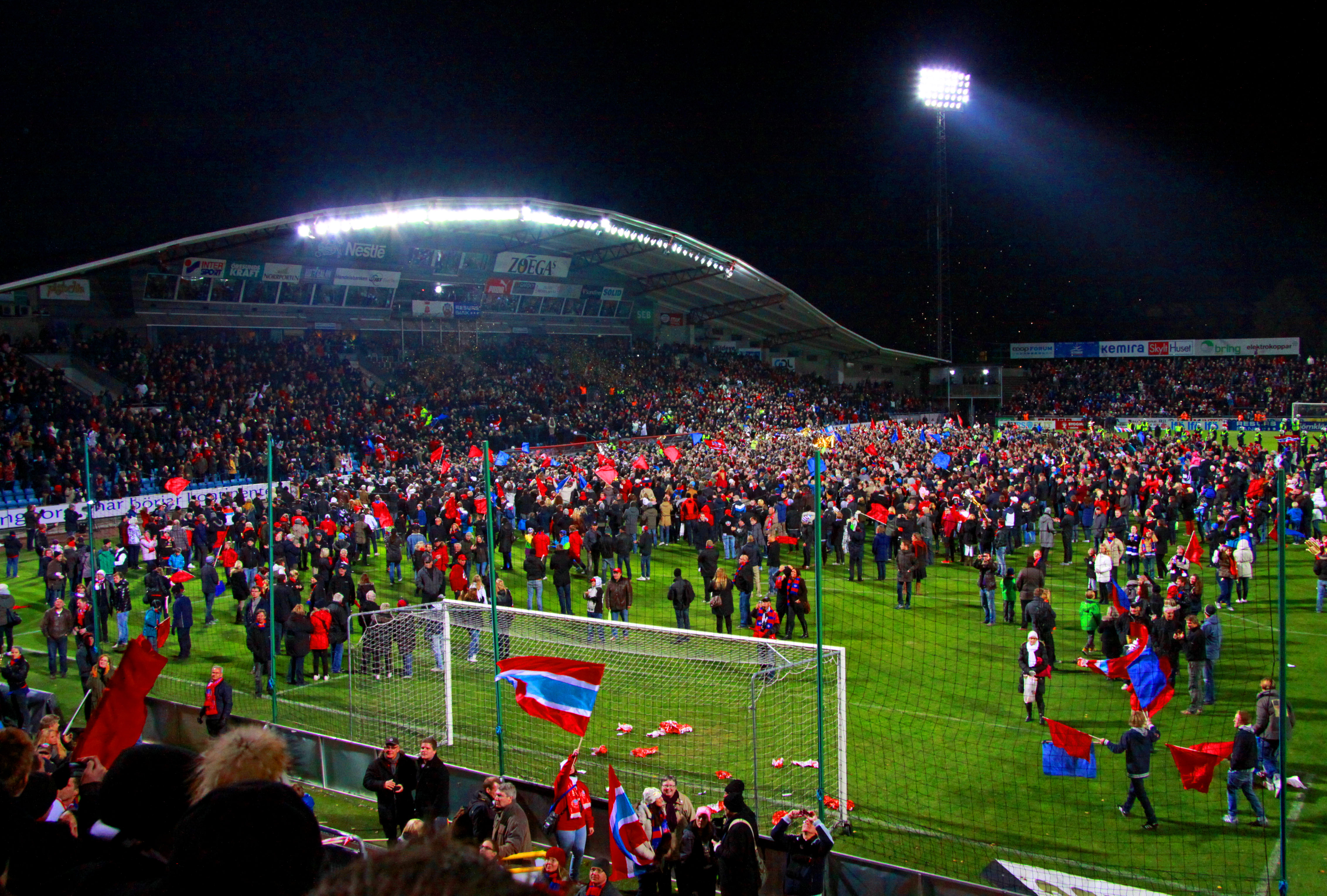
Helsingborg feiert 2011 die Meisterschaft in der höchsten Spielklasse.

Der Helsingborgs Idrottsförening, in der Regel als Helsingborgs IF oder insbesondere in Schweden als HIF abgekürzt, ist ein schwedischer Fußballverein aus dem südschwedischen Helsingborg. Für die Zeit zwischen 1912 und 1971 findet sich die Schreibweise Hälsingborgs IF, als die Stadtbezeichnung aufgrund einer Rechtschreibreform geändert bzw. diese Änderung im Rahmen einer Gemeindereform im Jahre 1971 rückgängig gemacht wurde.
Der 1907 gegründete Verein gehörte 1924 zu den Gründungsmitgliedern der Allsvenskan. Insgesamt gewann die Wettkampfmannschaft seither  jeweils fünfmal den Meistertitel und den Landespokal. Dabei erreichte sie zweimal das Double.
Aufgrund seiner roten Jerseys hat der Klub den Spitznamen „di röe“ (die Roten), der weitere Spitzname „Mjölkkossan“ (Milchkühe) resultiert aus dem hohen Zuschauerzuspruch auch bei Auswärtsspielen in den 1920er Jahren und geht auf ein Glückwunschtelegramm des IFK Göteborg nach dem Gewinn der Allsvenskan 1929 zurück. Der Verein hat sich darüber hinaus das Motto „Skåne stolthet“ (Schonens Stolz) gegeben.

## Geschichte
Helsingborgs IF gründete sich am 4. Juni 1907, als Svea Helsingborg und Svithiod Helsingborg fusionierten. Sieben Jahre später machte der Klub erstmals auf sich aufmerksam, als er im Rahmen der seinerzeit in Pokalform ausgetragenen Svenska Mästerskapet unter anderem mit einem 5:1-Sieg über den seinerzeitigen Rekordmeister Örgryte IS das Endspiel erreichte. Dieses ging jedoch gegen den damals in Stockholm ansässigen AIK mit einer 2:7-Niederlage verloren. 1918 stand die Mannschaft mit dem späteren 50-fachen Nationaltorhüter Sigge Lindberg erneut im Endspiel, dieses Mal setzte sich der IFK Göteborg mit einem 5:0-Erfolg durch.

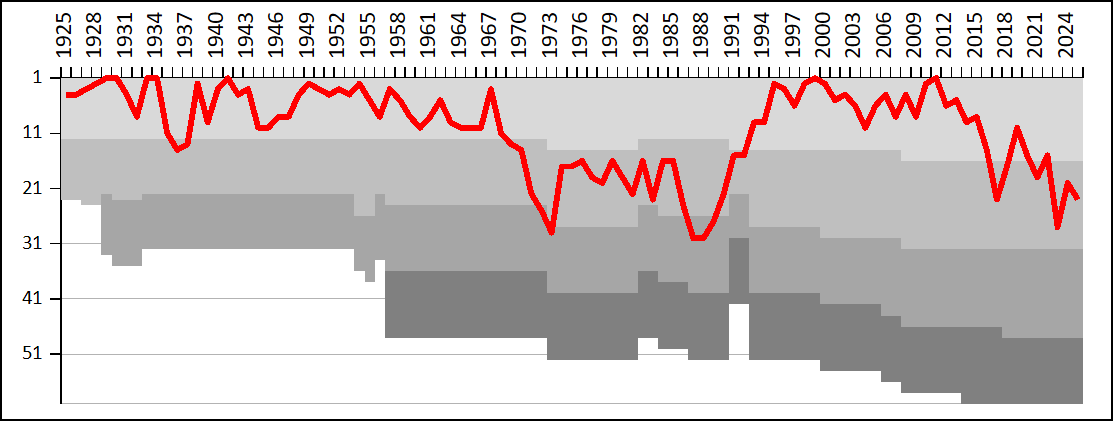
Verlauf der Platzierungen seit Einführung der Allsvenskan

Zwar blieben Helsingborgs IF seinerzeit überregionale Erfolge verwehrt, dennoch gehörte der Verein 1924 zu den zwölf Gründungsmitgliedern der Allsvenskan. Als einziger konnte der Klub die Dominanz der Göteborger Klubs durchbrechen. Beendeten entsprechend in den ersten vier Austragungen die Göteborger Vereine GAIS und Örgryte IS jeweils zweimal die Liga als Tabellenerster, zog HIF mit Gewinn der Allsvenskan 1929 und 1930 gleich. Seinerzeit wurde jedoch der Meistertitel nicht vergeben, dies wurde erst mit der Folgesaison eingeführt. Herausragende Vereinsvertreter waren seinerzeit neben Lindberg unter anderem Harry Lundahl – in beiden Jahren jeweils Torschützenkönig der Allsvenskan – und „Massa“ Alfredsson.
Insbesondere mit dem Abgang der Leistungsträger im Anschluss rutschte Helsingborgs IF kurzzeitig ab, mit jungen Talenten wie Torsten Bunke holte der Klub jedoch am Ende der Spielzeit 1932/33 erstmals den offiziellen Meistertitel. In der folgenden Spielzeit gelang die Titelverteidigung. Als amtierender Meister holte der Verein in der Hinrunde der Spielzeit 1934/35 lediglich fünf Punkte, eine verbesserte Punkteausbeute in der Rückrunde verhalf jedoch nicht zum Klassenerhalt. Der Aufenthalt in der zweiten Liga währte zwei Spielzeiten, anschließend etablierte sich der Verein wieder in der Allsvenskan. In der Spielzeit 1940/41 wurde der Klub zum dritten Mal in der Vereinsgeschichte Meister, zudem gewann er das Endspiel um den erstmals ausgetragenen Landespokal gegen IK Sleipner.
In den folgenden Jahren schwankte Helsingborgs IF zwischen der Spitzengruppe und dem Abstiegskampf, im vorderen Bereich wurde die Meisterschaft jedoch durch IFK Norrköping und Malmö FF dominiert. Dabei spielte die Mannschaft jedoch rund um das Jahr 1950 mehrfach um den Titel mit. Gegen Ende der 1950er und über weite Strecken der 1960er Jahre reüssierte sie schließlich vor allem im hinteren Tabellendrittel. Einem überraschenden dritten Tabellenrang in der Spielzeit 1967 hinter Meister Malmö FF und Vorjahresmeister Djurgårdens IF folgte im nächsten Jahr der zweite Abstieg der Vereinsgeschichte in die Zweitklassigkeit.
Lange Zeit spielte Helsingborgs IF in der Folgezeit nur im unterklassigen Ligabereich. 1972 stieg der Verein sogar in die Drittklassigkeit ab, stieg aber direkt wieder auf. Zeitweise wieder im Aufstiegsrennen verpflichtete der Zweitligist 1976 mit Roger Magnusson sogar einen internationalen Star. Dennoch reichte es nicht zur Rückkehr, vielmehr stieg HIF 1986 erneut in die dritte Liga ab. Dieses Mal dauerte der Drittligaaufenthalt drei Spielzeiten, in der Spielzeit 1989 gewann die Mannschaft 22 ihrer 26 Saisonspiele und kehrte in die zweite Liga zurück. Auch hier war sie auf Anhieb erfolgreich und verpasste als Tabellenzweiter mit einem Punkt Rückstand auf BK Häcken die Aufstiegsspiele zur Allsvenskan. Auch in den folgenden Jahren spielte der Verein um den Aufstieg, die nach Ligareformen in verschiedenen Modi ausgetragenen Aufstiegsspiele wurden jedoch erst 1992 erfolgreich gestaltet.
Helsingborgs IF etablierte sich in der Allsvenskan. Hinter dem die erste Hälfte der 1990er Jahre dominierenden IFK Göteborg gelang dem Vizepokalsieger von 1994 – im Endspiel in Göteborg hatte sich der IFK Norrköping nach Golden Goal durchgesetzt – in der Spielzeit 1995 die Vizemeisterschaft, verbunden mit dem erstmaligen Einzug in den Europapokal. Im UEFA-Pokal 1996/97 zog sie nach Erfolgen über den FK Dinamo Minsk, Aston Villa und Neuchâtel Xamax ins Achtelfinale ein und schied der Klub gegen den belgischen Vertreter RSC Anderlecht aus. Auch in den folgenden Spielzeiten in der oberen Tabellenhälfte platziert, verpasste der Verein in der Spielzeit 1998 knapp das zweite Double der Vereinsgeschichte. Zwar wurden die Pokalendspiele im Sommer im Elfmeterschießen gegen Örgryte IS gewonnen, im Herbst setzte sich jedoch AIK im Meisterschaftsrennen durch. In der Neuauflage des Zweikampfs in der folgenden Spielzeit setzte sich dieses Mal HIF durch und holte 58 Jahre nach dem letzten Meisterschaftsgewinn den Von-Rosens-Pokal. Damit hatte sich der Verein für die 2. Qualifikationsrunde der UEFA Champions League qualifiziert. Nach einem Erfolg über BATE Baryssau wurde in der folgenden Runde der italienische Vertreter Inter Mailand aus dem Wettbewerb geworfen. In der Gruppenphase traf HIF auf Rosenborg Trondheim, Paris Saint-Germain und den FC Bayern München, trotz eines Erfolges gegen Trondheim schied der Klub als Tabellenletzter aus. Jedoch blieb die Mannschaft in der Champions-League-Spielzeit 2000/01 als einzige Mannschaft im Olympiastadion München gegen den späteren Sieger Bayern München ohne Niederlage, das Aufeinandertreffen war torlos geendet. Zwar wurde der Klub in der auf die Meisterschaft folgenden Spielzeit Vizemeister, hatte aber sechs Punkte Rückstand auf Halmstads BK.
Zunächst konnte Helsingborgs IF nicht an den Erfolg anknüpfen. In der Meisterschaft musste sich die Mannschaft regelmäßig mit Plätzen im mittleren Tabellenbereich begnügen. 2006 holte die Mannschaft zum dritten Mal den Landespokal, im Endspiel wurde Gefle IF besiegt. Dieser Erfolg bedeutete die Einleitung einer Wende zum besseren. Im UEFA-Pokal 2007/08 überstand der Verein als Tabellenzweiter die Gruppenphase und musste sich erst im Sechzehntelfinale dem niederländischen Klub PSV Eindhoven geschlagen geben. Parallel etablierte sie sich im Bereich der Europapokalränge. In der Spielzeit 2009 nur Tabellenachter, verpflichtete der Klub Conny Karlsson als neuen Übungsleiter. Unter dessen Leitung wurde der Klub 2010 Vizemeister und gewann erneut den Landespokal. In der Spielzeit 2011 dominierte der Verein schließlich den schwedischen Fußball. Neben dem Gewinn der Meisterschaft gelang die Titelverteidigung im Pokal sowie der Gewinn des Supercupens.

## Sportliche Erfolge
- Schwedische Fußballmeisterschaft
  - Meister: 1929, 1930, 1933, 1934, 1941, 1999, 2011
  - Vize-Meister: 1928, 1949, 1954, 1995, 1998, 2000, 2010
  - Dritter: 1927, 1940, 1943, 1950, 1952, 1957, 1967, 1996
- Schwedischer Fußballpokal
  - Sieger: 1941, 1998, 2006, 2010, 2011
  - Finalist: 1950, 1994, 2014
- Schwedischer Superpokal
  - Sieger: 2011, 2012
  - Finalist: 2007
- Svenska Mästerskapet
  - Vize-Meister: 1914, 1918
- Champions League
  - Gruppenphase: 2000/01
- Europapokal der Pokalsieger
  - 1. Runde: 1998/99
- UEFA-Pokal
  - 3. Runde: 1996/97

## Trainer
- Åge Hareide (1998–1999)
- Nanne Bergstrand (2000–2001)
- Åge Hareide (2012)
- Henrik Larsson (2014–2016)

## Spieler
- Kalle Svensson (1943–1953)
- Henrik Larsson (1992–1993, 2006–2009)
- Marcus Lantz (1994–1999)
- Andreas Jakobsson (1995–2000, 2005–2008)
- Rade Prica (1998–2002, 2015–2016)
- Álvaro Santos (2000–2003, 2011–)